# 22120 Ґайлефаррар
22120 Ґайлефаррар (22120 Gaylefarrar) — астероїд головного поясу, відкритий 24 вересня 2000 року.
Тіссеранів параметр щодо Юпітера — 3,566.